# Bernhard Flaschberger (Skirennläufer)
Bernhard Flaschberger (* 27. Februar 1960 in Weißbriach) ist ein ehemaliger österreichischer Skirennläufer. Der Abfahrtsspezialist fuhr im Weltcup sechsmal unter die schnellsten 15 und gewann in der Saison 1980/81 die Abfahrtswertung im Europacup. Sein 23 Jahre jüngerer Bruder Christian war ebenfalls Skirennläufer.

## Biografie
Nach ersten Siegen bei FIS-Rennen wurde Flaschberger 1979 in den Kader des Österreichischen Skiverbandes aufgenommen und kam im Winter 1979/80 zu seinen ersten Europacupeinsätzen. In der Saison 1980/81 konnte er mit einem zweiten und zwei dritten Plätzen die Abfahrtswertung mit zwei Punkten Vorsprung auf den Schweizer Gustav Oehrli für sich entscheiden.
Am 13. Dezember 1981 punktete Flaschberger erstmals im Weltcup, als er überraschend den sechsten Platz in der Abfahrt von Gröden erreichte. In den nächsten Rennen kam er aber nicht mehr in die Punkteränge und so musste er wieder vermehrt im Europacup starten, wo er in diesem Jahr aber ohne Podestplatz blieb. In der Saison 1982/83 gelangen Flaschberger wieder einige gute Resultate im Weltcup. Im Dezember fuhr er in den beiden Abfahrten von Gröden auf den zwölften bzw. elften Platz und am 9. Jänner 1983 belegte er in der ersten Abfahrt von Val-d’Isère – nach Trainingsbestzeit – den 13. Platz. Zwei Wochen danach erlitt er im Abfahrtstraining in Sarajevo einen Kreuzbandriss, weshalb er die Saison vorzeitig beenden musste. In der Saison 1983/84 fuhr er mit Platz zwölf in Laax und Rang 14 in Garmisch-Partenkirchen wieder zweimal in die Weltcup-Punkteränge. Während der folgenden zwei Jahre blieb er jedoch ohne Punkte und am 15. Dezember 1986 erlitt er im Abfahrtstraining in Gröden erneut einen Kreuzbandriss im linken Knie, weshalb er schließlich seine Karriere beenden musste. Seit 2000 leitet er die Ski- und Snowboardschule in Weißbriach.

## Erfolge

### Weltcup
- Sechs Platzierungen unter den besten 15, davon einmal unter den besten zehn

### Europacup
- Saison 1980/81: 1. Abfahrtswertung
- Drei Podestplätze